# Pixelbook
Pixelbook (кодовое название Eve во время разработки) — это портативный гибридный ноутбук/планшетный компьютер, разработанный Google, который работает под управлением ChromeOS. Он был анонсирован 4 октября 2017 года и выпущен 30 октября. В сентябре 2022 года Google отменила будущие поколения продукта и распустила команду, работавшую над ним.
В отличие от большинства типичных устройств Chromebook, розничная цена Pixelbook значительно выше и составляет около 1000 долларов США, что сопоставимо с ценами на ноутбуки, такие как Microsoft Surface Laptop.

## История
По слухам, Chromebook под брендом Pixel должен был быть представлен на ежегодном осеннем мероприятии Google, посвященном оборудованию, в 2017 году в качестве преемника Chromebook Pixel. Это было потенциальное ответвление от прошлогоднего Project Bison, который ожидался как ноутбук с возможностью преобразования в режим планшета. Google разработала и выпустила аналогичный планшет со съемной клавиатурой в 2018 году (под кодовым названием «Nocturne») под названием Pixel Slate.
Pixelbook планировался как следующее поколение ноутбуков Google после того, как в 2016 году был снят с производства Chromebook Pixel. Компания поняла, что линейка Chromebook стала успешной после медленного старта, завоевав долю рынка в 58% школ в США, и разработала Pixelbook как серьезного игрока отрасли, способного конкурировать с Apple и Microsoft.
Ограниченные сведения о названии и предварительной цене Pixelbook просочились до официального анонса; также было объявлено о доступности аксессуара в виде стилуса. Pixelbook был официально анонсирован 4 октября 2017 года по цене от 999 долларов США.
Pixelbook Go был анонсирован в октябре 2019 года как Chromebook с производительностью, схожей с Pixelbook, и также оснащенный сенсорным экраном. Однако Go отказался от режима планшета и поддержки стилуса. К 19 сентября 2020 года Google удалила все модели оригинального Pixelbook из своего интернет-магазина, фактически обозначив его прекращение.

## Функции
Pixelbook оснащен 12,3-дюймовым (310 мм) сенсорным экраном, что позволяет использовать устройство как планшет. Оно также имеет встроенного Google Assistant со специальной кнопкой и работает под управлением ChromeOS, поддерживая запуск приложений Android изначально. Устройство оснащено фронтальной камерой с возможностью записи видео разрешением 720p при 30 кадрах в секунду. Шарнир обеспечивает почти полный диапазон движения на 360°, позволяя компьютеру работать в режимах «ноутбук», «палатка» или «планшет» в зависимости от угла открытия.
Pixelbook поддерживает функцию мгновенного подключения; если сигнал Wi-Fi пропадает, устройство автоматически подключится к подходящему сигналу смартфона. Для зарядки можно использовать любой из двух портов USB-C; при использовании прилагаемого зарядного устройства мощностью 45 Вт зарядка занимает до двух часов. Заявленный срок службы аккумулятора емкостью 41 Вт·ч составляет около 10 часов.
Топовая версия с процессором Core i7 была эксклюзивной для Google Store и была недоступна для заказа до декабря 2017 года; первые поставки начались в январе 2018 года.
| Процессор    | Оперативная память | Встроенная память | Графика      | Цена                                       |
| ------------ | ------------------ | ----------------- | ------------ | ------------------------------------------ |
| Core i5-7Y57 | 8 GB               | 128 GB            | Intel HD 615 | 999 долларов США / 999 фунтов стерлингов   |
| Core i5-7Y57 | 8 GB               | 256 GB            | Intel HD 615 | 1199 долларов США / 1199 фунтов стерлингов |
| Core i7-7Y75 | 16 GB              | 512 GB            | Intel HD 615 | 1699 долларов США / 1699 фунтов стерлингов |

### Аксессуары
Устройство совместимо с Pixelbook Pen, стилусом, разработанным для Pixelbook и продающимся отдельно по цене 99 долларов США/99 фунтов стерлингов. Стилус чувствителен к давлению и углу наклона, а его задержка составляет всего 10 мс. Он питается от батареи AAAA.

## Ответ
Pixelbook получил неоднозначную реакцию со стороны прессы: качество сборки было высоко оценено, но рыночная привлекательность устройства была поставлена под сомнение из-за его цены.
В обзоре The Verge говорится: «Как и iPad Pro, Pixelbook — невероятно хорошая и мощная машина, способная справиться с большинством ваших вычислительных задач, но не со всеми». В обзоре The Guardian отмечается: «Chromebook — дорогой, но первоклассный». Обзор Engadget описал его как «премиальный Chromebook, который стоит своей цены». Wired в октябре 2017 года выразил сомнение: «Я не уверен, что кто-то его купит». Financial Times опубликовала положительный обзор нового Pixelbook, отметив улучшения функциональности в автономном режиме по сравнению с предыдущими моделямим.

## Ссылка
- store.google.com/us/prod… — официальный сайт Pixelbook